# Shipyard (ort)
Shipyard är en ort i Belize.   Den ligger i distriktet Orange Walk, i den norra delen av landet, 70 km norr om huvudstaden Belmopan. Shipyard ligger 20 meter över havet och antalet invånare är 3 522.
Terrängen runt Shipyard är platt, och sluttar österut. Runt Shipyard är det glesbefolkat, med 8 invånare per kvadratkilometer.. Det finns inga andra samhällen i närheten.
Omgivningarna runt Shipyard är en mosaik av jordbruksmark och naturlig växtlighet.